# U-Bahnhof Heinrich-König-Platz
Der U-Bahnhof Heinrich-König-Platz befindet sich unter dem gleichnamigen Platz in der Gelsenkirchener Altstadt. Er wurde 1984 als U-Bahnhof Neumarkt in Betrieb genommen und 2002 umbenannt. Die Linien 107, 301 und 302 bedienen den Tunnelbahnhof.

## Geschichte
Bereits vor dem Bau der U-Bahn war der Gelsenkirchener Neumarkt ein wichtiger Straßenbahn-Knotenpunkt und historischer Mittelpunkt der Stadt. Mit Beginn des U-Bahn-Baus Ende der 1970er Jahre veränderte der Neumarkt sein Gesicht umfassend. Teilbereiche der Ahstraße wurden abgerissen und umgebaut. Der neuen Bahnstation musste auch ein Geschäftshaus an der Robert-Koch-Straße weichen. Die auf den Neumarkt zulaufenden Straßen wurden zu Fußgängerzonen. Der den Platz in seinem Erscheinungsbild prägende Abgang zu den unterirdischen Bahngleisen wurde mit ausladenden Treppenanlagen und Hochbeeten gestaltet. Die Inbetriebnahme der ersten Tunnelstrecke in Gelsenkirchen mit dem U-Bahnhof „Neumarkt“ erfolgte 1984.

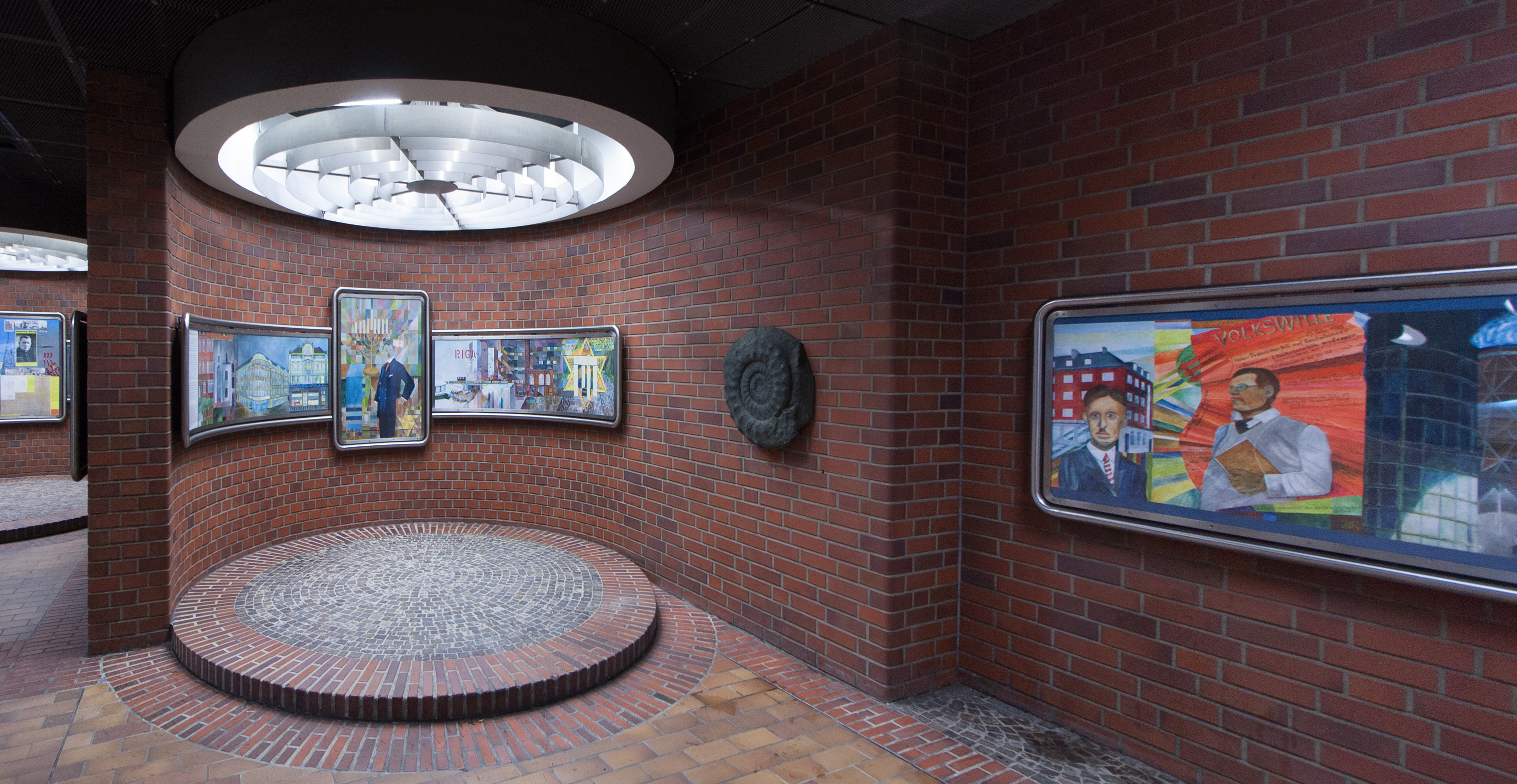
Gedenken an den Priester Kaplan Heinrich König im Eingangsbereich des U-Bahnhofs

1986 wurde der Platz im Bereich des U-Bahnhofs in „Heinrich-König-Platz“ umbenannt. Kaplan Heinrich König war Vikar an der am Neumarkt gelegenen Propsteikirche St. Augustinus. Er wurde 1942 im Konzentrationslager Dachau ermordet; im Eingangsbereich des U-Bahnhofs erinnern verschiedene Gedenktafeln an den Priester. Am 24. Juni 2002 wurde auch der U-Bahnhof in „Heinrich-König-Platz“ umbenannt, zum 60. Todestag von Heinrich König.
Im Laufe der Jahre wurde die terrassierte, zum Teil offene Gestaltung des Eingangsbereichs zum U-Bahnhof mehr und mehr als überdimensioniert sowie den Platz räumlich zerschneidend und damit als unattraktiv wahrgenommen. Die Aufenthaltsqualität galt wegen des wenig einladenden Durchgangsraums als gering, war wegen etlicher uneinsehbarer Bereiche teilweise auch als „Angstraum“ in der Innenstadt verschrien. Um diese negative Auswirkung auch auf die anliegenden Geschäfte und Gastronomiebetriebe zu beseitigen, wurde eine grundlegende Umgestaltung des gesamten Platzes beschlossen.
Im Januar 2013 begannen die Bauarbeiten. Der terrassierte Zugang zur Stadtbahn wurde geschlossen, und es entstand ein offener Platz in der historischen Mitte der Stadt. Dieser sollte vielfältig nutzbar sein und zugleich die beiden Hauptkirchen am Platz, die katholische Propsteikirche und die evangelische Altstadtkirche, wieder miteinander in Beziehung setzen. Darüber hinaus wurde die Barrierefreiheit auf dem Platz beim Zugang zur Stadtbahn verbessert. Der Umbau konnte im Frühjahr 2017 abgeschlossen werden.

## Ausstattung
Der Bahnhof verfügt über einen westlich gelegenen Mittelbahnsteig, von dem die Züge zum Gelsenkirchener Hauptbahnhof abfahren. Der östlich gelegene Seitenbahnsteig wird von allen Bahnen Richtung Musiktheater bedient. Die Linien nach Essen (107) und Buer (302) werden nördlich der Haltestelle niveaufrei ausgefädelt und über eine Rampe zur Haltestelle vor dem „Musiktheater“ an der Oberfläche in Richtung Essen bzw. Gelsenkirchen-Schalke weitergeführt. Über diese Rampe wird auch der Betriebshof Gelsenkirchen erreicht. Die Linie 301 wird nordwärts unterirdisch weiter zum U-Bahnhof „Musiktheater“ geführt, zwischen den Gleisen zum U-Bahnhof „Musiktheater“ befindet sich eine Wendeanlage für Straßenbahnzüge, die insbesondere in der Schwachverkehrszeit genutzt wird.
Die Klinkerwände des U-Bahnhofs sind mit elf großen Wandkeramiken von Anemone Schneck-Steidl gestaltet. Diese stellen Motive aus dem Ruhrgebiet dar; sowohl blühende Landschaften und Erholungsorte als auch industrielle Motive. Darunter finden sich das Fördergerüst der früheren Zeche Consolidation, Autobahnkreuze, rauchende Schlote, Fabrikgebäude und die Fassade des ehemaligen Kaufhauses der Overbeck & Weller oHG, das in der Bahnhofstraße 4 stand. Schneck-Steidl ging als Gewinnerin aus einem Künstlerwettbewerb hervor, die Motive wurden gemeinsam mit der Münchener Keramikerin Celine von Eichborn gestaltet. Die Bilder haben Durchmesser von 2½ bis 3 Meter.

## Bedienung
Der U-Bahnhof wird von der Linie 107 der Ruhrbahn sowie von den Linien 301 und 302 der Bogestra bedient.
| Linie | Verlauf | Takt (mo–fr)                                                  | Betreiber           |
| ----- | --- | ------------------------------------------------------------- | ------------------- |
| 107   | Kulturlinie 107: U Gelsenkirchen Hbf – U Heinrich-König-Platz – Gelsenkirchen Musiktheater – Gelsenkirchen-Feldmark – Essen-Katernberg – Zollverein Nord Bf – Abzw. Katernberg – Zollverein – Stoppenberg – U Viehofer Platz – U Rathaus Essen – U Essen Hbf | 20 min                                                        | Ruhrbahn / Bogestra |
| 301   | Gelsenkirchen-Horst Essener Str. – Schloss Horst – Buerer Str. – Gelsenkirchen-Buer Süd Bf – Beckhausen - Buer Rathaus/Kunstmuseum – Erle – ZOOM Erlebniswelt – U Trinenkamp – U Bergwerk Consolidation – U Bismarckstraße – U Leipziger Straße – U Musiktheater – U Heinrich-König-Platz – U Gelsenkirchen Hbf | 7/8 min                                                       | Bogestra            |
| 302   | Gelsenkirchen-Buer Rathaus – Gelsenkirchen, Veltins-Arena – Gelsenkirchen-Schalke – Musiktheater – U Heinrich-König-Platz – U Gelsenkirchen Hbf – Gelsenkirchen-Ückendorf – Bochum-Wattenscheid, August-Bebel-Platz – Stahlhausen Wattenscheider Str. – U Bochumer Verein/Jahrhunderthalle – U Rathaus (Süd) – U Bochum Hbf – U Lohring – Altenbochum Kirche – Bochum-Laer Mitte – (Mark 51° 7 – Langendreer Markt – Langendreer ) / O-Werk | 7/8 min (Buer–Laer) 15 min (Laer–Langendreer und Laer–O-Werk) | Bogestra            |